# José Simón Díaz
José Simón Díaz (Madrid, 18 de juliol de 1920 - 24 de desembre de 2012) fou un bibliògraf i filòleg espanyol. És considerat un dels pioners de la bibliografia i les tècniques documentals a Espanya. El 1984, va rebre de la Universitat de Syracuse (EUA) el Premi Internacional de Bibliografia Nicolás Antonio, i el 1995, la Medalla d'Or al Mèrit en les Belles Arts.

## Biografia
Madrileny, entre 1939 i 1943 va cursar la llicenciatura de Filosofia i Lletres a la Univeritat Complutense, i el 1947 va obtenir el doctorat.
Va col·laborar en diverses revistes literàries, va ser catedràtic a diverses universitats i instituts. També va ser president i secretari en institucions com l'Institut d'Estudis Madrilenys i l'Institut Miguel de Cervantes. El 1954 comença a publicar la seva ambiciosa obra Bibliografía de la literatura hispánica amb més de 150.000 referències bibliogràfiques sobre tot allò escrit en castellà, català, basc o gallec des del segle xvi al XVII. Aquesta obra va tenir diverses edicions.
El 1961, Díaz va ser un dels dotze experts que van conformar la comissió mundial designada per la UNESCO per elaborar el projecte d'unificació d'estadístiques bibliogràfiques internacionals.
Pare de la historiadora Maria del Carme Simón Palmer, va morir als 92 anys, la vigília de Nadal de 2012.

## Obres destacades
- Bibliografía de la literatura hispánica (1954)
- La investigación bibliográfica sobre temas españoles (1954)
- Mil biografías de los Siglos de Oro. Índice bibliográfico (1985)